# Tocha (Cantanhede)
Tocha é uma vila portuguesa, sede da Freguesia da Tocha do Município de Cantanhede, freguesia com 78,44 km² de área e 3707 habitantes (censo de 2021), tendo, assim, uma densidade populacional de 47,3 hab./km².
A povoação que deu o nome à freguesia, Tocha, foi elevada à categoria de vila em 1985.
A fabrica Lacticoop da Lactogal está situada aqui.
Antigamente chamada S. João Baptista de Tocha, em 1840, pertencia ao concelho de Cadima extinto em 31 de Dezembro de 1853.

## Demografia
A população registada nos censos foi:
| Distribuição da População por Grupos Etários | Distribuição da População por Grupos Etários | Distribuição da População por Grupos Etários | Distribuição da População por Grupos Etários | Distribuição da População por Grupos Etários |
| -------------------------------------------- | -------------------------------------------- | -------------------------------------------- | -------------------------------------------- | -------------------------------------------- |
| Ano                                          | 0-14 Anos                                    | 15-24 Anos                                   | 25-64 Anos                                   | > 65 Anos                                    |
| 2001                                         | 499                                          | 517                                          | 2167                                         | 833                                          |
| 2011                                         | 464                                          | 342                                          | 2176                                         | 1010                                         |
| 2021                                         | 410                                          | 289                                          | 1904                                         | 1104                                         |

## Gastronomia
Da gastronomia local, destacam-se a batata assada na areia com bacalhau e a sardinha na telha, sendo a última acompanhada com batata a murro, broa de milho ou torta, uma espécie de broa achatada recheada, normalmente, de chouriça.
Nos enchidos regionais, a chouriça goza de um protagonismo ímpar: os pequenos e suculentos pedaços de carne de porco mergulhados em vinho tinto caseiro, alho e sal por vários dias, assim que começam  a ganhar o perfume da marinada, são dourados em azeite, marcando posição nas casas de petiscos locais. Fumada com ramos de pinho verde, a chouriça é apreciada crua, cozida, frita, assada no borralho ou em água-ardente, conferindo o seu intenso aroma aos pratos que têm o privilégio de a integrar.

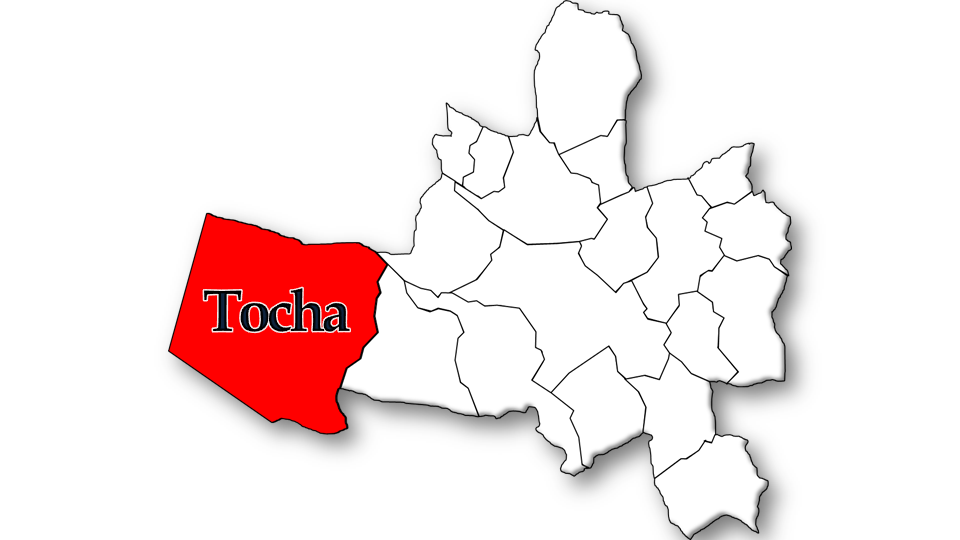
Localização no Município de Cantanhede

## Património
- Igreja Matriz da Tocha ou Igreja de Nossa Senhora d' Atocha
- Capela dos Palheiros da Tocha - Praia da Tocha
- Quinta da Fonte Quente
- Leprosaria Rovisco Pais

## Desporto
A vila possui um clube de futebol local, o União Desportiva da Tocha que foi fundado em 1953.